# 양성론
양성론(兩性論, 그리스어: δυοφυσῖται)은 예수 그리스도가 하나의 실체와 하나의 위격을 지닌 한 인격이지만, 신성과 인성이라는 둘로 구분되는 분리할 수 없는 본성을 가졌다고 보는 기독론적 입장이다. 가톨릭교회, 동방정교, 성공회, 감리교회, 개혁교회, 루터교를 포함한 대다수의 기독교 교파들이 수용하고 있다. 단성론과 마찬가지로 이단으로 규정된 합성론을 주장한 오리엔트 정교회들은 양성론을 거부했다.
"두 본성" 교리를 주장한 이들을 양성론자라고 불렀으며, 위격적 연합의 교리와 관련이 있다.

## 역사
양성론적 기독론의 발전은 점진적으로 이루어졌다. 양성론 전통과 그 복잡한 용어들은 4세기와 5세기에 걸쳐 지속된 긴 기독론 논쟁의 결과로 최종 정립되었다.
양성론은 예수가 하나의 신성을 가졌다고 보는 단성론과, 그리스도가 신성과 인성을 가졌으나 하나의 본성 안에 있다고 보는 합성론의 관점과 대립한다. 양성론자들은 두 본성이 예수 그리스도라는 한 인격과 위격 안에서 완전하게 결합되어 있으며, 혼합되거나 혼동되거나 변화됨이 없이 서로 연합하여 공존한다고 믿는다. 양성론의 중요성은 안티오키아 학파의 저명한 대표자들에 의해 자주 강조되었다.

합성론자들은 키릴로스의 가르침, 특히 그의 12개 비난문 중 4번째에 근거하여 그리스도 안의 한 본성이라는 개념을 지지했다. 그 내용은 다음과 같다.
"만약 누군가가 복음서와 사도서의 글들, 또는 성인들이나 그리스도 자신이 그리스도에 관해 말한 표현들을 두 인격이나 본질로 나누어, 일부는 하나님의 말씀과 분리된 인간으로서의 그에게 적용하고, 다른 일부는 오직 성부 하나님의 말씀에게만 적용하여 그것들이 하나님께 걸맞다고 여긴다면, 그는 저주를 받을지어다."
양성론은 451년 칼케돈 공의회에서 정립되었으며, 이 공의회는 다음과 같은 칼케돈 신경을 작성했다.
우리는 한분이시며 동일하신 그리스도, 주님, 독생자를 혼동이나 변화, 분리나 단절이 없는 두 본성 안에서 인정해야 함을 고백한다. 본성들의 구별은 그들의 연합으로 인해 결코 폐지되지 않았으며, 오히려 각각의 두 본성의 고유한 특성이 하나의 인격(프로소폰)과 하나의 위격 안에서 결합될 때 보존되었다.
칼케돈적 의미에서의 본성(우시아)은 "한 존재를 구성하는 능력과 특질의 집합"을 지칭하는 것으로 이해될 수 있으며, 반면 인격(프로소폰)은 "자신의 권리로 주체로서 행동하는 구체적 개인"을 가리킨다.
신봉자들에게 있어 위격적 연합은 예수의 통일성의 중심이며(그의 신성과 인성은 본성으로 서술된다), 반면 칼케돈 공의회를 거부한 이들은 그의 본성 자체를 통일성의 지점으로 보았다.
양성론은 콘스탄티노플의 네스토리우스에게 귀속되는 교리인 네스토리우스주의의 일부 측면을 설명하는 데도 사용되어 왔다. 현재는 그의 일부 사상이 결국 정통으로 확립된 것들과 크게 다르지 않았다는 점에 대체로 동의하고 있으나, 그가 정립한 그리스도 교리의 정통성은 여전히 교회들 사이에서 논란이 되고 있다.

## 수용
수많은 논쟁과 여러 공의회를 거친 후, 양성론은 칼케돈 공의회와 553년의 제2차 콘스탄티노폴리스 공의회에서 공식적인 교리 형태를 갖추게 되었다. 양성론은 현재 동방 정교회, 로마 가톨릭교회, 동방 가톨릭교회, 성공회, 구 가톨릭교회를 비롯해 개혁교회, 루터교회 및 기타 여러 기독교 교파의 다수가 받아들이고 있다. 이외에도 고대 동방교회는 양성론적 기독론과 안티오키아 학파의 다른 전통들을 보존해왔다.
오리엔트 정교회와 같이 합성론적 입장을 유지하는 교회들이 여전히 존재한다.

## 같이 보기
- 에페소스 공의회
- 칼케돈 공의회
- 합성론
- 단성론
- 네스토리우스파
- 오리엔트 정교회
- 제2차 콘스탄티노폴리스 공의회

### 참고문헌
- Chesnut, Roberta C. (1978). “The Two Prosopa in Nestorius' Bazaar of Heracleides”. 《The Journal of Theological Studies》 29 (2): 392–409. doi:10.1093/jts/XXIX.2.392. JSTOR 23958267.
- Loon, Hans van (2009). 《The Dyophysite Christology of Cyril of Alexandria》. Leiden-Boston: Basil BRILL. ISBN 978-9004173224.
- Meyendorff, John (1983). 《Byzantine Theology: Historical Trends and Doctrinal Themes》 Revis 2판. New York: Fordham University Press. ISBN 9780823209675.
- Meyendorff, John (1989). 《Imperial unity and Christian divisions: The Church 450–680 A.D.》. The Church in history 2. Crestwood, NY: St. Vladimir's Seminary Press. ISBN 9780881410556.
- Ostrogorsky, George (1956). 《History of the Byzantine State》. Oxford: Basil Blackwell.